# Mai 2009
Acest articol este generat integral pe baza informațiilor din articolul 2009 și este actualizat periodic de un robot.
 Editările făcute în articol vor fi șterse la următoarea actualizare! Dacă doriți să faceți modificări, editați articolul-sursă.

ianuarie -
februarie -
martie -
aprilie -
mai -
iunie -
iulie -
august -
septembrie -
octombrie -
noiembrie -
decembrie
Mai 2009 a fost a cincea lună a anului și a început într-o zi de vineri.

## Evenimente

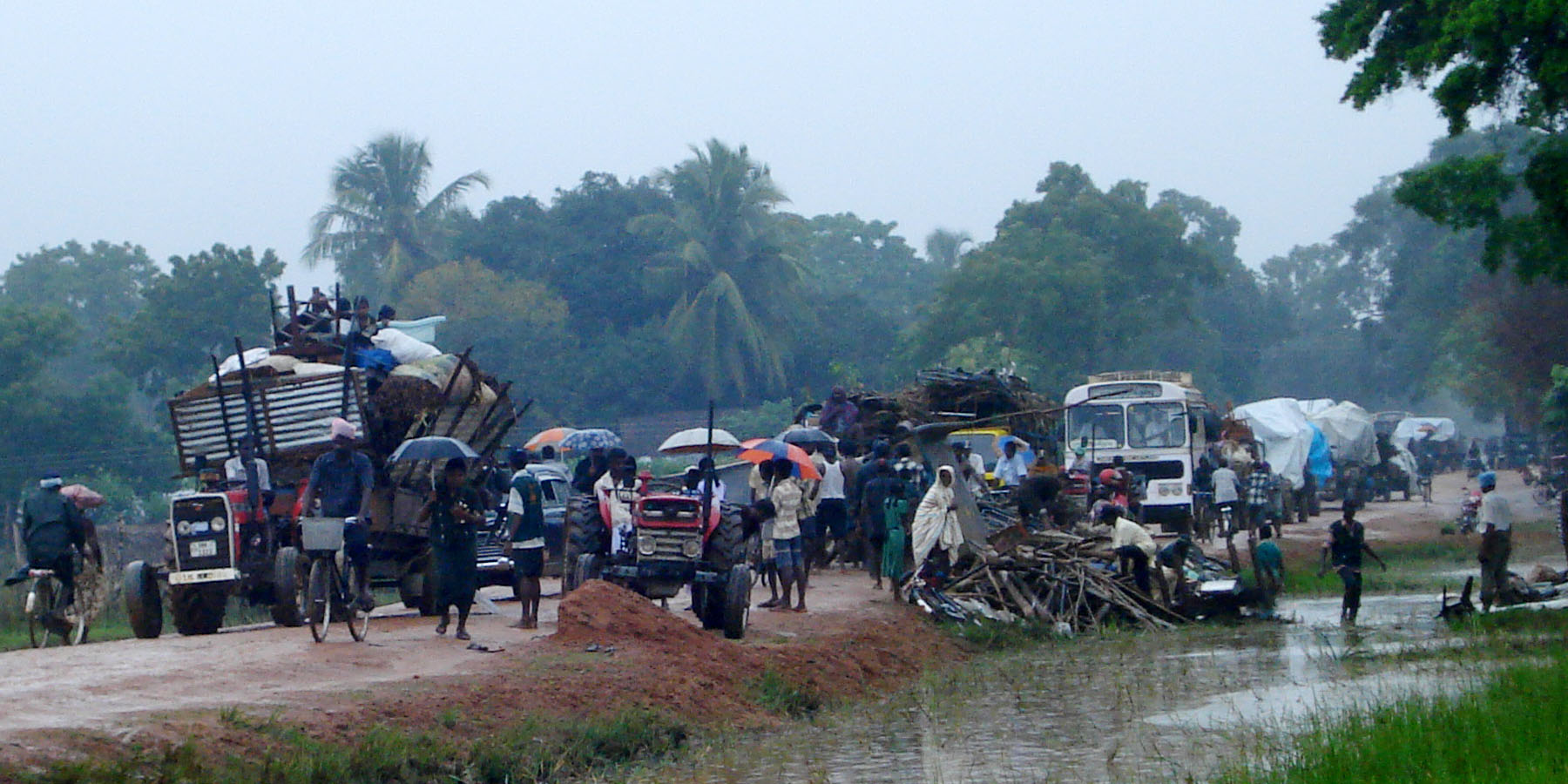
Încheierea războiului civil din Sri Lanka

- 7 mai: Înființarea a Parteneriatului Estic de la Praga.
- 17 mai:Apare jocul video Minecraft.
- 16 mai: Finala celei de-a 54-a ediții a concursului Eurovision a avut loc la Moscova, Rusia.
- 18 mai: După un sfert de secol de lupte, războiul civil din Sri Lanka se încheie cu înfrângerea totală a militarilor Tigrilor de Eliberare din Tamil Eelam.
- 20 mai: Prima tentativă de alegere a președintelui Republicii Moldova a eșuat.
- 22 mai: Conventul General din Debrecen a reînființat Biserica Reformată Maghiară din care fac parte și cele două episcopii ale Bisericii Reformate din România
- 28 mai: A doua tentativă de alegere a președintelui Republicii Moldova a fost amânată pe data de 3 iunie.

## Decese
- 2 mai: Augusto Boal, 78 ani, scriitor brazilian (n. 1931)
- 4 mai: Dom DeLuise (Dominick DeLuise), 75 ani, actor american (n. 1933)
- 4 mai: Corneliu Petrescu, 84 ani, pictor român (n. 1924)
- 6 mai: Virgiliu Dan Negrea, 67 ani, profesor universitar român (n. 1942)
- 12 mai: Petre Mihai Bănărescu, 87 ani, zoolog și biogeograf român, membru al Academiei Române (n. 1921)
- 13 mai: Monica Bleibtreu, 65 ani, actriță și scenaristă austriacă (n. 1944)
- 13 mai: Ruslan Holban, 28 ani, ofițer și căpitan rus de etnie găgăuză și bașchiră (n. 1981)
- 14 mai: Gheorghe Ion, 85 ani, militar și politician comunist român (n. 1923)
- 15 mai: Eremia Constantin Cotrutz, 74 ani, deputat român (1996-2000), (n. 1935)
- 15 mai: Nicolae Filip, 83 ani, fizician și savant din R. Moldova, membru al Academiei de științe (ASM), (n. 1926)
- 15 mai: Bud Tingwell (Charles William Tingwell), 86 ani, cântăreț, aviator, prezentator radio și actor australian de film și televiziune (n. 1923)
- 15 mai: Nicolae Filip, academician moldovean (n. 1926)
- 17 mai: Mario Benedetti, 88 ani, scriitor uruguayan (n. 1920)
- 17 mai: Alexandru Husar, 89 ani, filosof român (n. 1920)
- 17 mai: Alexei Marinat, scriitor moldovean (n. 1924)
- 18 mai: Wayne Allwine (Wayne Anthony Allwine), 62 ani, actor american (n. 1947)
- 18 mai: David Ghiladi, 100 ani, ziarist, scriitor, redactor literar și traducător israelian (n. 1908)
- 19 mai: Gheorghe Corneliu Chirieș, 80 ani, jurnalist militar român (n. 1928)
- 20 mai: Pierre Gamarra, 89 ani, scriitor francez (n. 1919)
- 20 mai: Oleg Ivanovici Iankovski, 65 ani, actor rus de teatru și film (n. 1944)
- 20 mai: Adelaida Mateescu, 75 ani, inginer român (n. 1932)
- 23 mai: Roh Moo-Hyun, 62 ani, al 16-lea președinte al Coreei de Sud (2003-2008), (n. 1946)
- 23 mai: Barbara Rudnik, 50 ani, actriță germană (n. 1958)
- 26 mai: Mihail Papayannakis, 67 ani, om politic grec (n. 1941)
- 27 mai: Clive Granger (Clive William John Granger), 74 ani, economist britanic (n. 1934)
- 28 mai: Lenrie Peters, scriitor gambian (n. 1932)
- 30 mai: Ephraim Katzir (n. Efraim Kaczalski), 93 ani, al 4-lea președinte al Israelului (1973-1978), (n. 1916)
- 30 mai: Efraim Katzir, biofizician israelian, al patrulea președinte al Israelului (n. 1916)
- 31 mai: Millvina Dean, 97 ani, ultima supraviețuitoare a naufragiului vasului „Titanic” (n. 1912)
- 31 mai: Felipe Camisón Asensio, politician spaniol (n. 1929)